# Alfred Heiduschka
Alfred Robert Heiduschka (* 22. März 1875 in Dresden; † 7. November 1957 in Königswinter) war ein deutscher Lebensmittelchemiker und Professor an der Technischen Hochschule Dresden.

## Leben und Wirken
Alfred Heiduschka besuchte bis 1891 die Dreikönigsschule in Dresden und wurde anschließend Apotheker. 1895 legte er in Dresden das Abitur ab. In Genf studierte er Chemie und ab 1897 in Leipzig Pharmazie. Nach der Approbation studierte er in Dresden wieder Chemie und arbeitete am Anorganisch-Chemischen Institut. 1901 wurde er hier zum Dr.-Ing. promoviert. Nachdem er in den Elberfelder Farbenfabriken gearbeitet hatte, arbeitete er im Laboratorium für Hygiene und Nahrungsmittelchemie der Technischen Hochschule Dresden und legte im Juni 1907 an der Münchner Universität die Staatsprüfung zum Nahrungsmittelchemiker ab. Er wurde gleichzeitig zum Dr. phil. Über die Chemie und Analyse der Fette habilitierte er sich 1909 in München. 1916 wurde Heiduschka an die Universität Würzburg als Professor für Pharmazeutische und Angewandte Chemie berufen. Nach Dresden kehrte er 1920 als ordentlicher Professor zurück, zugleich leitete er das Laboratorium für Lebensmittel- und Gärungschemie und die Direktion der Landesstelle für öffentliche Gesundheitspflege. 1925/26 war er Rektor der Technischen Hochschule Dresden. Im November 1933 unterzeichnete er das Bekenntnis der deutschen Professoren zu Adolf Hitler. Nach 1933 wurde er wegen „politischer Unzuverlässigkeit“ denunziert, er antwortete mit passivem Widerstand. Er wurde emeritiert, führte aber das Amt weiter, bis 1940 Kurt Täufel den Lehrstuhl übernahm.
Heiduschka befasste sich mit der Bakteriologie und Hygiene bis zur Fetthydrierung, mit Lebensmittelersatzstoffen, Alkoholnachweisen sowie Forschungen über Wein, Tabak und Nikotin.

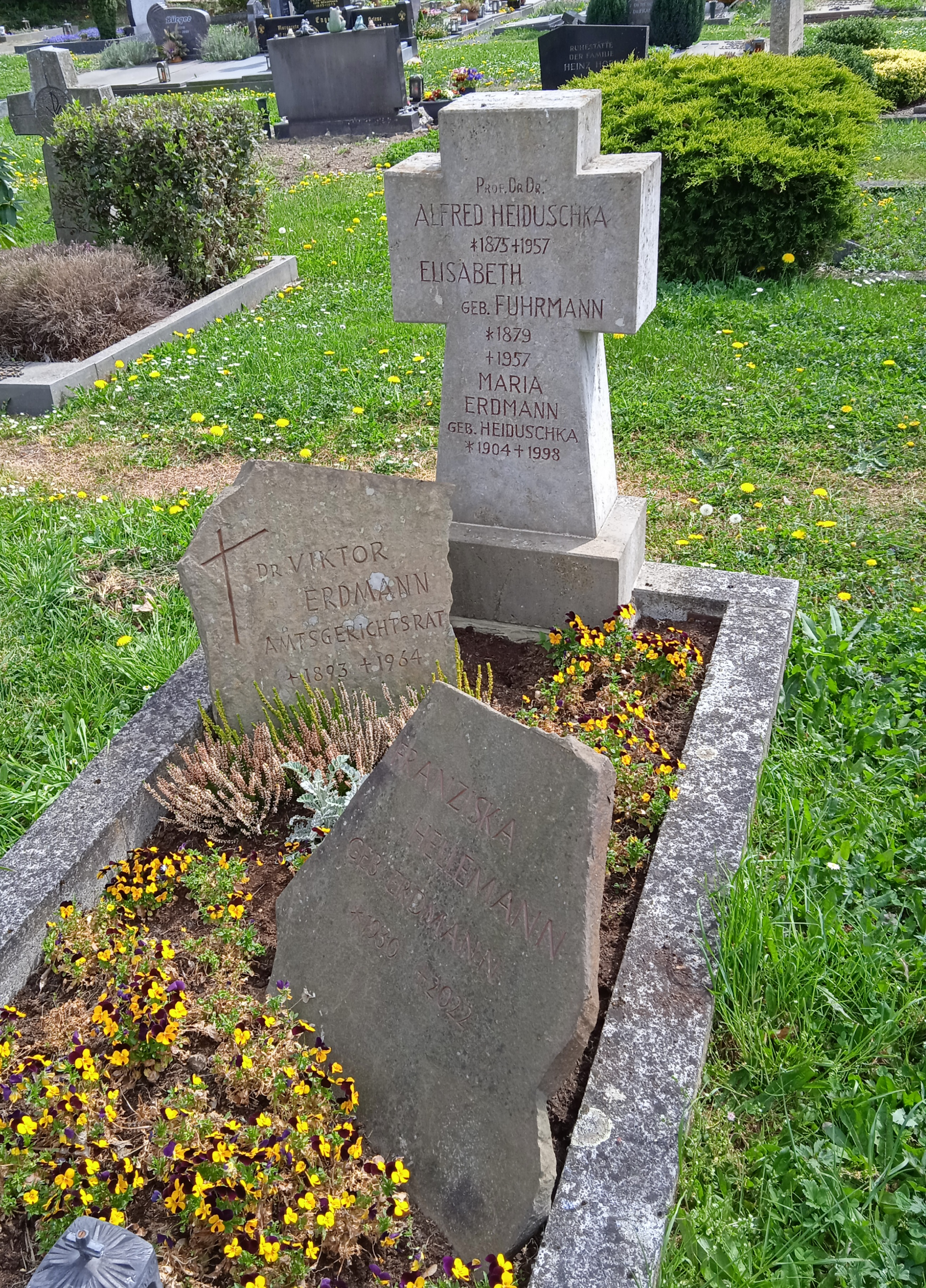
Grab von Alfred Heiduschka auf dem Friedhof Am Palastweiher in Königswinter